# هرزه‌نکوهی
هرزه‌نکوهی یا اسلات-شیمینگ (انگلیسی: Slut-shaming) عمل عیب‌جویی و انتقاد از افراد به‌خصوص از زنان و دخترانی است که تصور می‌شود انتظارات از رفتار و ظاهر در مورد مسائل مربوط به تمایلات جنسی را نقض می‌کنند. این اصطلاح برای اصلاح واژهٔ هرزه و صلاحیت‌دادن به زنان و دختران برای داشتن اختیار بر تمایلات جنسی خود استفاده می‌شود. این اصطلاح ممکن است در مورد مردان همجنس‌گرا نیز استفاده شود، چرا که ممکن است به دلیل رفتارهای جنسی ناپسند با بی‌بندوباری در نظر گرفته شوند. اسلات-شیمینگ به ندرت برای مردان دگرجنس‌گرا اتفاق می‌افتد.
نمونه‌هایی از اسلات-شیمینگ شامل انتقاد یا تنبیه شدن برای موارد زیر است: نقض دستورالعمل پوشش به روش‌های از لحاظ جنسی تحریک‌آمیز؛ درخواست دسترسی به پیشگیری از بارداری؛ داشتن سکس پیش از ازدواج، تفننی یا بی‌بندوباری. این اصطلاح همچنین می‌تواند شامل سرزنش قربانی تجاوز یا تعرض جنسی باشد.